# Balticammina
Balticammina es un género de foraminífero bentónico de la subfamilia Polystomammininae, de la familia Trochamminidae, de la superfamilia Trochamminoidea, del suborden Trochamminina, y del orden Trochamminida. Su especie tipo es Balticammina pseudomacrescens. Su rango cronoestratigráfico abarca el Holoceno.

## Discusión
Clasificaciones previas incluían Balticammina en la subfamilia Trochammininae, así como en el suborden Textulariina del orden Textulariida. Otras clasificaciones lo han incluido en el orden Lituolida.

## Clasificación
Balticammina incluye a la siguiente especie:
- Balticammina pseudomacrescens

Otra especie considerada en Balticammina es:
- Balticammina neosuperstes, de posición genérica incierta